# Marooned Hearts
Marooned Hearts er en amerikansk stumfilm fra 1920 af George Archainbaud.

## Medvirkende
- Conway Tearle som Dr. Paul Carrington
- Zena Keefe som Marion Ainsworth
- Ida Darling som Mrs. Ainsworth
- Tom Blake som Peter Harkins
- Eric Mayne som Cyrus Carter
- George Backus som Dr. Matthews
- Joseph Flanagan
- Lavilla Siebert